# Малий і Карлсон, що живе на даху (повість)
«Мали́й і Ка́рлсон, що живе́ на даху́» (швед. Lillebror och Karlsson på taket) — повість шведської письменниці Астрід Ліндґрен, перша частина трилогії про Карлсона.
Дія повісті відбувається в 1950-і роки в центральному районі Стокгольма , де в одному будинку проживають два головні герої — Сванте, молодша дитина сім'ї Свантесон, на прізвисько Малий, і на даху — Карлсон.

## Структура твору
1. Про Карлсона, що живе на даху
2. Карлсон будує вежу
3. Карлсон грається в намета
4. Карлсон закладається
5. Карлсон жартує
6. Карлсон грається в привида
7. Карлсон виступає з ученим собакою Альбергом
8. Карлсон приходить на іменини

## Дійові особи
- Карлсон (швед. Karlsson) — маленький товстенький чоловічок невизначеного віку, живе сам у маленькому будиночку на даху, вміє літати за допомогою мотора, який знаходиться у нього на спині. Про батьків Карлсона відомо мало, і то тільки з його слів, які мало чого варті: «Моя матуся — мумія, а батько — гном». Любить гуляти по дахах і пустувати. Самовпевнений, вважає себе у всьому «найкращим у світі», а також красивим, розумним і в міру вгодованим чоловіком у самому розквіті сил. Любить багато поїсти, з їжі віддає перевагу тюфтелькам, тортам зі збитими вершками і солодким булочкам.
- Малий (швед. Lillebror) — найкращий друг Карлсона. Справжнє ім'я — Сванте Свантесон (швед. Svante Svantesson), 7 років, молодша дитина в сім'ї. Улюбленець усієї родини, хоча до знайомства з Карлсоном йому часто було ні з ким грати. Ввічливий і вихований хлопчик, хоча іноді може бути впертим.
- Герр і Фру Свантесон (швед. Herr och Fru Svantesson) — батьки Малого; в книзі не згадуються їхні імена. Мама Малого — домогосподарка, народилася в Ескільстуні, тато Малого родом із Гетеборга. Ким він працює — невідомо, але він заробляє достатньо багато. Бабуся Малого живе в селі, куди Малий їздить влітку, а мама поїхала один раз відпочивати і лікуватися.
- Гунілла (швед. Gunilla) — подруга Малого, навчається з Малим в одному класі, живе на тій же вулиці. Малий закоханий в Гуніллу і каже, що в майбутньому вони одружаться.
- Крістер (швед. Krister) — ще один однокласник Малого. З Крістером вони часто б'ються, але потім відразу миряться. У Крістера є собака Еффа, за що Малий йому дуже заздрить.
- Боссе і Бетан (швед. Bosse och Bettan) — старші брат і сестра Малого. Боссе 15 років, він любить футбол, не дуже добре вчиться в школі. Бетан 14 років, вона носить волосся, зав'язане в кінський хвостик, рідко буває вдома, так як постійно ходить на побачення з хлопцями. У вільний час організовує з друзями по школі драмгурток. Боссе і Бетан завжди тримаються разом, люблять кепкувати одне з одного.
- Фрекен Гільдур Бок (швед. Fröken Hildur Bock) — домробітниця Свантесонів. Описана як «сувора літня дама високого зросту, огрядна, та до того ж вельми рішуча і в думках, і в діях. У неї було кілька підборідь і такі злющі очі, що Малий спочатку навіть злякався». Малий при першій же зустрічі охрестив її «домомучительницею» (в іншому варіанті перекладу — «Домокозлючкою», оскільки «Bock» по-шведськи — «козел»), але через деякий час звик до неї. У Гільдур Бок є сестра Фріда, сестри суперничають і ведуть постійне змагання. В момент найму фрекен Бок до Свантесонів, першість була за Фрідою, яка виступила в телепередачі про привидів. Надалі фрекен Бок теж вдалося виступити в кулінарній телепередачі. Не любить Карлсона і називає його «цей невихований товстий хлопчисько, бешкетник», довго вважала його кимось на кшталт однокласника Малий, якому хтось купив мотор. Мріє, щоб навколо були тиша та спокій. Любить готувати, іноді сама винаходить страви. Не терпить, коли не визнають її кулінарного таланту.
- Дядько Юліус Янсон (швед. Farbror Julius Jansson) — далекий родич батька Малого. Живе в маленькому містечку в провінції Вестергетланд, раз на рік приїжджає в Стокгольм трохи погостювати у Свантесонів. Багатий, але гроші витрачати не любить. Літній, самовдоволений, примхливий, вічно всім незадоволений. Втім, Карлсон перевиховав його, відкривши йому світ казок. В кінці 3-ї частини дядько Юліус одружується на Фрекен Бок.
- Філле і Рулле (швед. Fille och Rulle, Пилип та Рудольф) — квартирні злодії, самі пропащі хулігани і злодії в усьому Вазастані. Карлсон називає їх «хулігани-сорокани». Живуть удвох в мансарді недалеко від будинку Малого. Одного разу залізли в квартиру Свантесонів, щоб її обікрасти. Полювали за Карлсоном, щоб здати його в поліцію і отримати 10 000 крон. Крім цього обкрадали інші квартири в довколишніх будинках, один раз також обікрали дядька Юліуса. Відомо також, що Філле залицявся до сестри фрекен Бок, Фріди, вселяючи їй, що у неї «чарівний носик, який гарний у будь-яку погоду».

## Переклади

### В СРСР
У СРСР книжка стала популярна завдяки перекладу Ліліанни Зинов'ївни Лунгіної. Перше видання повісті в СРСР вийшло в 1957 році. Видання «Дві повісті про Малого і Карлсона» виходить у 1965 р., перевидається в 1968 р. «Три повісті про Малого і Карлсона» вперше виходять в 1973 р., повторно в 1974 р., і перевидаються в наступні роки. У всіх виданнях СРСР — переклади Л. Лунгіної, у більшості випадків — з ілюстраціями шведської художниці Ілон Вікланд.

### Українською мовою
Українською повість-казка була перекладена Ольгою Сенюк:
- Астрід Ліндгрен. Малий і Карлсон, що живе на даху. Переклад зі шведської: Ольга Сенюк; малюнки: Ілун Вікланд. — К.: Дитвидав, 1963. — 361 с.
- Астрід Ліндґрен. Пеппі Довгапанчоха. Малий і Карлсон, що живе на даху. Переклад зі шведської: Ольга Сенюк; малюнки: Ілун Вікланд. К.: «Веселка», 1990. — 620 с. (Серія «Лауреати Міжнародної премії ім. Г. К. Андерсена»). — ISBN 5-301-00685-1
  - «Малий і Карлсон, що живе на даху» стор.: 265—378.
  - «Карлсон прилітає знов» стор.: 379—494.
  - «Нові пригоди Карлсона, що живе на даху» стор.: 495—616.

## Екранізації і радіопостановки

### Мультфільми
- «Малюк і Карлсон» (СРСР, 1968 р.)
- «Карлсон повернувся» (СРСР, 1970 р.). За мотивами обох радянських мультфільмів в 1970-ті рр. виходять книжки великого формату.
- «Карлсон, який живе на даху» (Швеція—Німеччина, 2002 р.) Мультфільм був дубльований українською мовою Ані Лорак та Олегом Скрипкою

З 2013 року кіностудія «Союзмультфільм» веде переговори з правовласниками й спадкоємцями Астрід Ліндґрен про створення мультсеріалу про Карлсона. Народний артист РРФСР Василь Ліванов висловив готовність озвучити Карлсона в нових серіях, однак, за словами актора, переговорів про це з ним поки ще не було.

### Художні фільми
- «Найкращий у світі Карлсон» (Швеція, 1974), телеверсія: «Карлсон, який живе на даху» (Швеція—Німеччина, в 4 серіях). Режисер Олле Хельбум. У ролі Карлсона — Матс Вікстрем, в ролі Малого — Ларс Седердаль. Кінофільм був випущений в радянський прокат у 1980 р., телеверсія вперше була показана на каналі «Культура» в 2004 р. В телеверсії є кілька сцен, які не ввійшли в кінофільм. Пісенька Карлсона з цього фільму згодом була включена до фінальних титрів мультиплікаційного фільму режисера Вібеке Ідсе (Швеція — Норвегія) 2002 р., в іншому виконанні.
- «Той ще Карлосон!» (Росія, 2012). Режисер Сарік Андреасян. У ролі Карлсона — Михайло Галустян, в ролі Малого — Федя Смирнов. Дія переносяться в наші дні і значно змінює сюжет, через що більша частина критики до фільму — негативна.

### Фільм-вистава
- «Малий і Карлсон, який живе на даху» (Т/о «Екран» і Московський театр Сатири, 1971 р.). Екранізація вистави Московського театру Сатири з Карлсоном — Спартаком Мішуліним. Кілька разів показували по Центральному телебаченню СРСР.

### Радіопостановки
- «Малий і Карлсон, який живе на даху», інсценізація однойменної повісті. Режисери: Микола Литвинов, Наталія Львова. Музика Е. Денисова. Головні ролі виконують: Маргарита Корабельникова (Малий), Микола Литвинов (Карлсон). Запис 1958 року. З невеликими скороченнями радіоспектакль був записаний на три платівки фірми «Мелодія». В даний час обидві версії перевидані — повний варіант на MP3 (Аудіокнига), «пластинна» версія — на CD фірми «Мелодія».

## Комп'ютерна гра
1 квітня 2005 року в Росії була випущена на 2 CD комп'ютерна гра «Карлсон, який живе на даху» (розробник: Gammafon; локалізатор: Snowball), створена за книгою Астрід Ліндгрен і розроблена при участі її сім'ї для дітей 5-12 років. Ролі озвучували: Василь Ліванов (Карлсон), Лариса Брохман, Сергій Бурунов, Тетяна Веселкіна, Наталя Литвинова, Олександр Пожаров, Ольга Шорохова.

## Театральні постановки
- В Росії один з пам'ятних образів Карлсона створив артист Спартак Мішулін в однойменному спектаклі Московського академічного театру сатири.
- Дуже популярним був і ленінградський «Карлсон» Театру імені Ленсовета (c Анатолієм Равиковичем і Алісою Фрейндліх у головних ролях).